# MAPK14
La MAP quinasa 14 (MAPK14) es una enzima codificada en humanos por el gen mapk14.
La MAPK14 pertenece a la familia de las MAP quinasas. Las MAP quinasas actúan como punto de integración de múltiples señales bioquímicas, y están implicadas en una amplia variedad de procesos celulares tales como proliferación celular, diferenciación celular, regulación de la transcripción y desarrollo. La MAPK14 es activada por diversos estímulos ambientales relacionados con el estrés y por citoquinas proinflamatorias. Dicha activación requiere la fosforilación llevada a cabo por MAP quinasa quinasas (MKKs), o bien su propia autofosforilación llevada a cabo por la interacción del complejo MAP3K7IP1/TAB1 con MAPK14. Los sustratos de esta quinasa incluyen diversas proteínas o factores de transcripción como ATF2, MEF2C, MAX, el regulador del ciclo celular CDC25B y el supresor tumoral p53, lo que sugiere un papel de esta quinasa en regulación del ciclo celular y la transcripción, así como en respuesta a estrés genotóxico. Se han descrito cuatro variantes transcripcionales de este gen, que codifican diversas isoformas de la quinasa.

## Interacciones
La proteína MAPK14 ha demostrado ser capaz de interaccionar con:
- Caseína quinasa 2, alfa 1[3]
- RPS6KA4[4]
- MAPKAPK2[5][6]
- CDC25B[7]
- DUSP1[8][9]
- ZFP36L1[10]
- CDC25C[7]
- MAPKAPK3[11]
- ATF2[12][13][14]
- MAPK1[15][11]
- AKT1[5]
- MEF2A[16][17]
- MAP3K7IP1[18]
- DUSP16[8][19]
- Serina peptidasa HtrA 2[20]
- DUSP10[21][8][11]
- FUBP1[22]
- Queratina 8[23]
- MAP2K6[15][24][25][13]